# 龙山镇 (资中县)
龙山镇，原为龙山乡，是中华人民共和国四川省内江市资中县曾经下辖的一个镇。2019年12月，撤销龙山镇，将其所属行政区域划归太平镇管辖。

## 行政区划
龙山镇撤销前下辖以下地区：
龙山社区、龙头村、东兴村、龙口村、红门村、三圣村、挂钟村、竹林湾村、奚家村、新生村、石院村、松林村、石宝村、广同村和元通村。